# Prague European Summit
Prague European Summit je platforma pro debatu na nejvyšší úrovni o budoucnosti Evropské unie a o aktuálních evropských tématech. Je konferencí se zaměřením na Evropskou unii ve střední a východní Evropě. 
Summit sdružuje politické představitele, státní úředníky, zástupce občanské společnosti, podnikatele, akademiky a žurnalisty. Mezi významné účastníky Prague European Summit se řadí Frans Timmermans, první místopředseda Evropské komise, premiéři zemí Visegrádské čtyřky, Bohuslav Sobotka, Beata Szydłová, Robert Fico a Viktor Orbán nebo bývalá lotyšská prezidentka Vaira Vīķe-Freiberga.
Od roku 2015 se koná každoročně v prostorách Lobkowiczkého paláce na Pražském hradě, jedné z nejvýznamnějších kulturních památek v České republice a jediné soukromě vlastněné části Pražského hradu, jež je zapsán na seznamu světového dědictví UNESCO.
Prague European Summit je organizován konsorciem dvou významných českých think tanků (Ústavem mezinárodních vztahů a Institutem pro evropskou politiku EUROPEUM), ve spolupráci s Ministerstvem zahraničních věcí ČR a Zastoupením Evropské komise v ČR a pod záštitou Úřadu vlády ČR a Hlavním městem Praha. 

## Organizátoři
Institut pro evropskou politiku EUROPEUM je neziskový, nepolitický a nezávislý think-tank, který se zaměřuje na evropskou integraci a soudržnost. EUROPEUM přispívá k demokracii, bezpečnosti, stabilitě, svobodě a solidaritě napříč Evropou a aktivnímu vystupování České republiky v Evropské unii. EUROPEUM provádí původní výzkum, organizuje veřejné akce a vzdělávací aktivity a formuluje nové názory a doporučení ke zlepšení domácí a evropské politiky. Současným ředitelem Institutu je Vladimír Bartovic.
Ústav mezinárodních vztahů (ÚMV) je nezávislá veřejná výzkumná instituce, která provádí vědecký výzkum v oblasti mezinárodních vztahů, především v oborech evropská, bezpečnostní a teritoriální studia. Od roku 1957 je ÚMV jednou z hlavních výzkumných institucí v České republice a je také aktivním členem několika mezinárodních výzkumných sítí, například TEPSA (Trans European Policy Studies Association), CEEISA (Central and East European International Studies Association) nebo Think Visegrad. Současným ředitelem ÚMV je Ondřej Ditrych. 

## Mezinárodní programová rada
Mezinárodní programová rada je hlavním poradním orgánem pro Prague European Summit. Setkává se pravidelně, alespoň jednou za rok. Rada je složena z předních mezinárodních osobností, které se zabývají budoucností evropské integrace. Rada je nezbytná pro zajištění Prague European Summit a mezi její činnosti patří například formulace programových priorit pro nadcházející konference a předkládání inovativních návrhů, týkajících se organizace, pořádání doprovodných programů a prezentace výstupů Summitu.
Do Mezinárodní programové rady patří:
- Balázs, Péter: ministr zahraničních věcí Maďarské republiky, profesor na Středoevropské univerzitě v Budapešti a bývalý eurokomisař pro regionální politiku (2004)
- Bartovic, Vladimír: ředitel Institutu pro evropskou politiku EUROPEUM
- Blockmans, Steven: výzkumný pracovník a vedoucí sekce zahraniční politiky EU v Centre for European Policy Studies (CEPS)
- Bútora, Martin: bývalý velvyslanec Slovenské republiky v USA a poradce slovenského prezidenta Andreje Kisky
- Chmelař, Aleš: státní tajemník pro evropské záležitosti při Úřadu vlády České republiky
- Dürr, Jakub: náměstek pro řízení sekce evropské, Ministerstvo zahraničních věcí ČR
- Freudenstein, Roland: zástupce ředitele a ředitel výzkumu ve Wilfried Martens Centre for European Studies
- Hodač, Ivan: předseda správní rady Aspen Institut Praha
- Jaczewska, Beata: ředitelka Mezinárodního visegrádského fondu
- Jindrák, Rudolf: poradce předsedy vlády ČR Bohuslava Sobotky pro oblast zahraniční politiky, bývalý velvyslanec v Německu
- Kovaříková, Dana: vedoucí politického oddělení Zastoupení Evropské komise v ČR
- Kratochvíl, Petr: ředitel Ústavu pro mezinárodní vztahy
- Lamy, Pascal: emeritní prezident Jacques Delors Institut, bývalý eurokomisař pro obchod (1999-2004) a bývalý generální ředitel Světové obchodní organizace (2005-2013)
- Lequesne, Christian: profesor na Sciences Po (Pařížský institut politických věd) a šéfredaktor European Review of International Studies
- Lippert, Barbara: vedoucí výzkumu a představenstva Stiftung Wissenschaft und Politik
- Palacio, Ana: bývalá ministryně zahraničních věcí Španělského království (2002-2004)
- Stetter, Ernst: generální tajemník Foundation for European Progressive Studies
- Swieboda, Pawel: předseda Evropského centra politické strategie, Evropská komise
- Tcherneva, Vessela: hlavní projektová manažerka a ředitelka European Council on Foreign Relations v Sofii
- Tocci, Nathalie: zástupkyně ředitele Instituto Affari Internazionali a redaktorka The International Spectator
- Vike-Freiberga, Vaira: prezidentka World Leadership Alliance/Club de Madrid, bývalá prezidentka Lotyšské republiky (1999-2007)

## Cena „Vision for Europe”

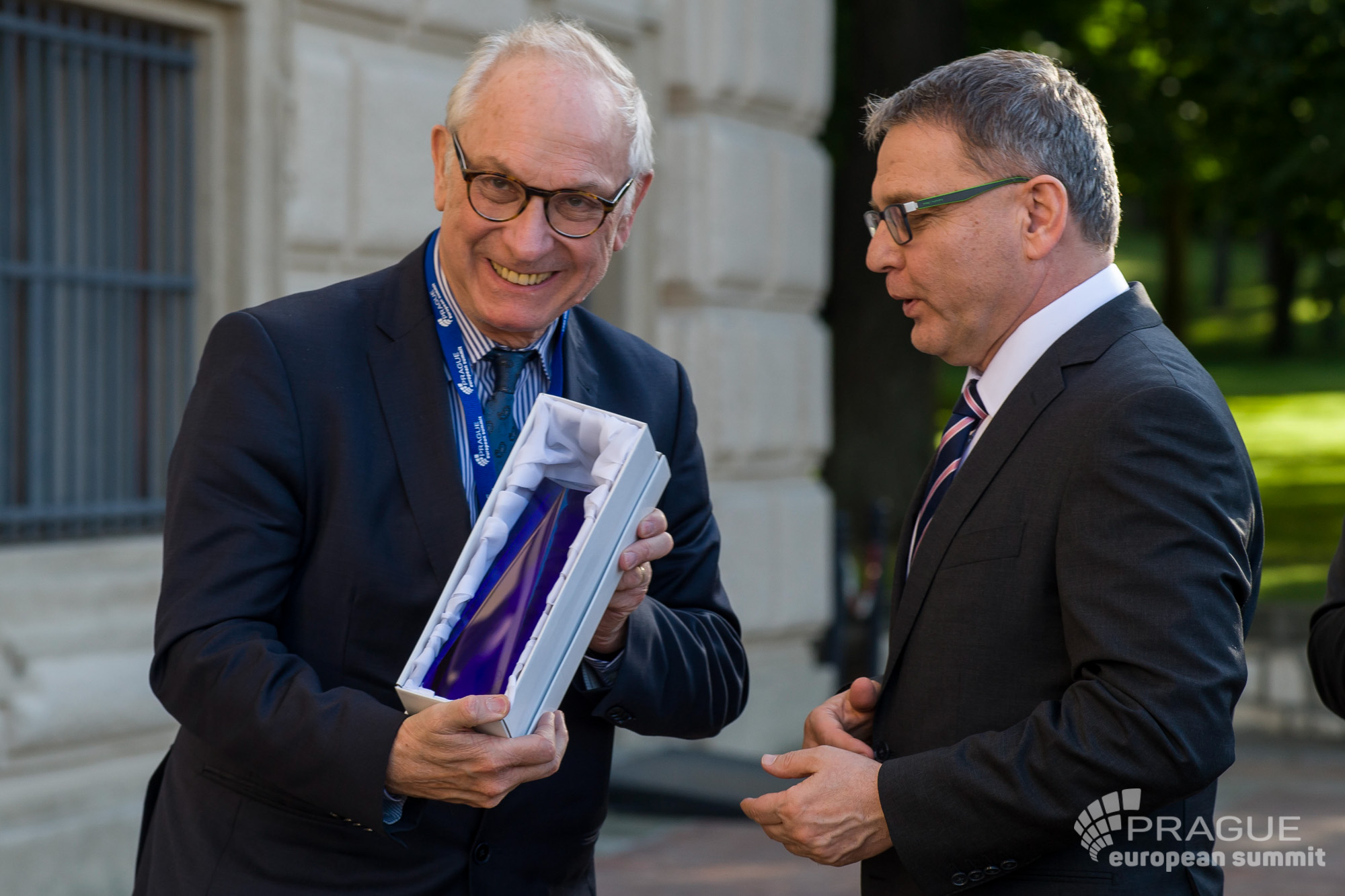
Prof. Dr. Wolfgang Wessels přebírá cenu Vision for Europe

„Vision for Europe“ je každoroční cena udělovaná významným osobnostem, které se podílí na naplňování evropských cílů jako je posilování mírové spolupráce evropských zemí, vytváření spravedlivého institucionálního uspořádání evropské integrace, snahy o přiblížení evropské integrace evropské veřejnosti a překonávání předsudků a nedorozumění týkajících se integračního procesu.

### Ocenění
- 2016: Prof. Dr. Wolfgang Wessels, německý politolog, od roku 1990 držitel Jean Monnet Chair ad personam za politologii
- 2017: Timothy Garton Ash, britský historik, publicista a komentátor, profesor evropských studií na Oxfordské univerzitě

## Konference
Každoroční konference se skládá z rozmanité škály unikátních formátů, například ministerských panelů, tzv. Night-Owl Sessions, Oxfordských debat, a diskuzních snídaní na pražských velvyslanectvích. 

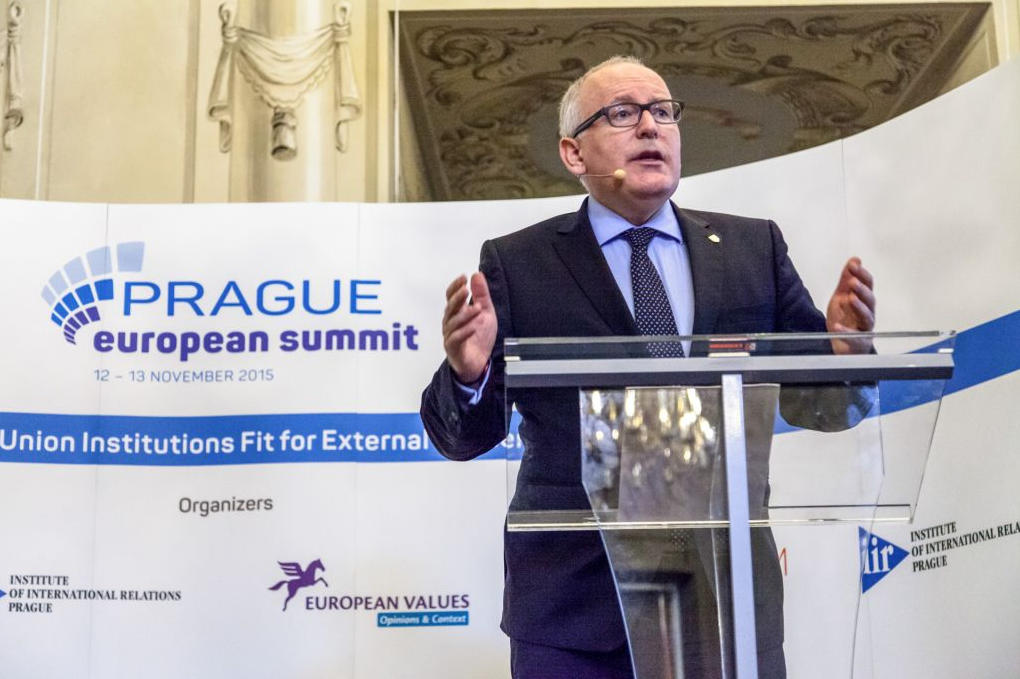
Frans Timmermans, Prague European Summit 2015

### 2015
Pilotní ročník Prague European Summit se konal 12. - 13. listopadu 2015. Hlavním tématem konference, nazvané „European Union Institutions Fit for External Challenges“, bylo institucionální prostředí Evropské unie a jaký dopad mohou mít rozhodovací procesy EU na Společnou zahraniční a bezpečnostní politiku Evropské unie. 
Mezi významné účastníky tohoto pilotního ročníku patřil Frans Timmermans, první místopředseda Evropské komise, Thierry Chopin, ředitel výzkumu Robert Schuman Foundation, Tomáš Sedláček, makroekonomický stratég ČSOB, Iryna Solonenko, výzkumnice na European University Viadrina a Robert Bosch Center for Central and Eastern Europe, Russia, and Central Asia, a velvyslankyně Evropské unie v Namibii, Jana Hybášková.
Součástí konference byl i proslov tehdejšího ministra zahraničních věcí Lubomíra Zaorálka, ve kterém zdůraznil jak důležitá je jednotnost Evropy. Poukázáním na situaci před první světovou válkou varoval před započetím konfliktu kvůli nedostatku důvěry a komunikace. Za opatření nezbytná k řešení migrační krize označil sdílení zdrojů a prostředků a zlepšení ochrany vnější hranice EU. Stavění zdí uvnitř EU označil za nežádoucí.

### 2016

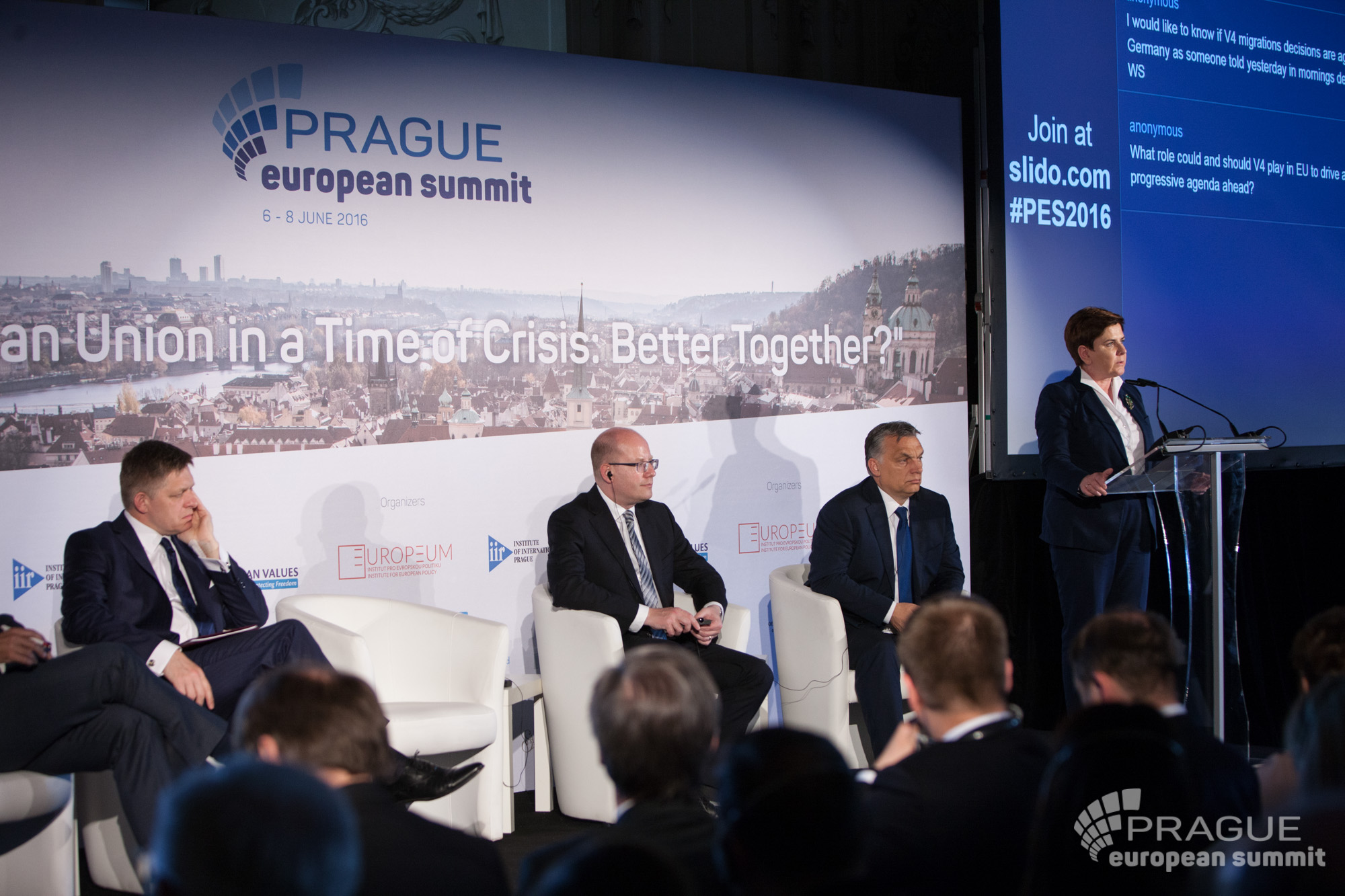
Robert Fico, Bohuslav Sobotka, Viktor Orbán a Beata Szydło hovoří na Prague European Summit 2016.

Druhý ročník konference, který se konal 6. - 8. června 2016 s názvem „EU in a Time of Crisis: Better Together?“, se zaměřil na otázku solidarity a soudružnosti Evropské unie. Konference se zúčastnili premiéři Visegrádské čtyřky, Bohuslav Sobotka za Českou republiku, Beata Szydlo za Polsko, Robert Fico za Slovensko a Viktor Orbán za Maďarsko. 
Mezi další významné hosty druhého ročníku patřili Kristalina Georgieva, místopředsedkyně Evropské komise, Brian Whitmore, novinář Svobodné Evropy, Tania le Moigne, ředitelka české pobočky Google, Agata Gostynska – Jakubowska, výzkumnice Centre for European Reform, nebo Tim Worstall, výzkumný pracovík Adam Smith Institute. 
Cenu Vision for Europe, kterou předal tehdejší ministr zahraničí České republiky Lubomír Zaorálek, získal Prof. Dr. Wolfgang Wessels, profesor na Jean-Monnet-Chair Kolínské univerzity. 

### 2017

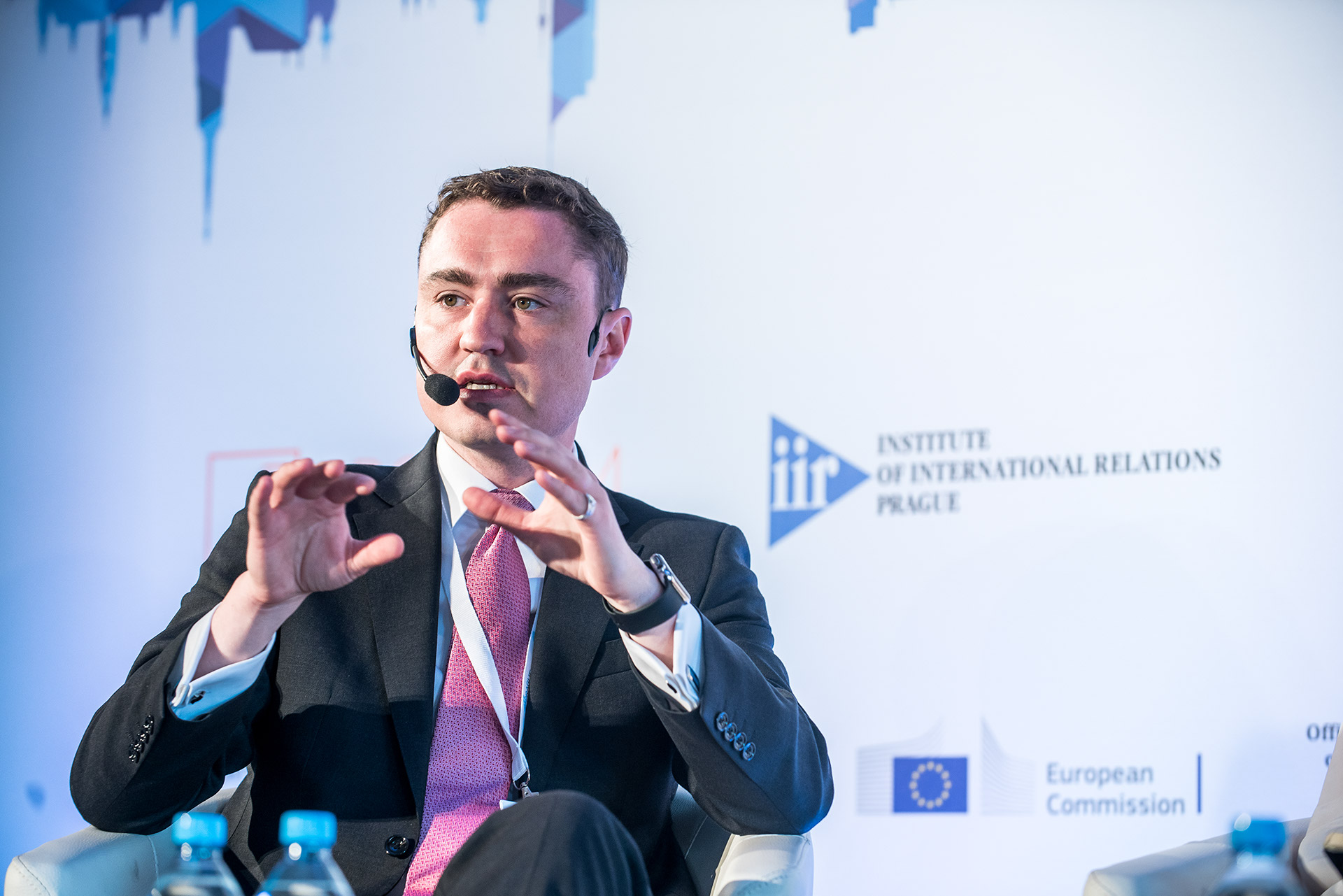
Taavi Rõivas, bývalý estonský předseda vlády, na Prague European Summit 2017

Třetí ročník Prague European Summit se uskutečnil 13. - 15. června 2017. Diskuze se tentokrát týkaly palčivých problémů, kterým Evropská unie čelí, jako je například vzestup populismu, politické radikalizace a propagandy. Dalšími tématy byly brexit, vztah EU s Ruskem a Čínou, a v neposlední řadě jednotný trh, bankovní unie a evropský digitální trh. Kromě plenárních schůzí se tento rok konaly také tři pracovní a diskusní snídaně na pražských ambasádách, tři tzv. Prague talks (debaty přístupné pro veřejnost) a každoroční slavnostní předání ceny Vision for Europe.
Úvodní proslov přednesl tehdejší český premiér Bohuslav Sobotka, který se věnoval například hrozbě mezinárodního terorismu, potřebě reformy EU nebo problémům evropské ekonomiky. Ocenil ale snahu Unie stát se více nezávislým mezinárodním aktérem a zdůraznil význam racionálního přístupu při řešení celoevropských problémů týkajících se hospodářství, globalizace a technologického pokroku. Zmínil rovněž migrační krizi, kolaps států na Blízkém východě, ozbrojené konflikty v regionu a terorismus v souvislosti s nutností lépe chránit občany EU, posílit Společnou bezpečnostní a obrannou politiku a s potřebou spolupráce EU a NATO.

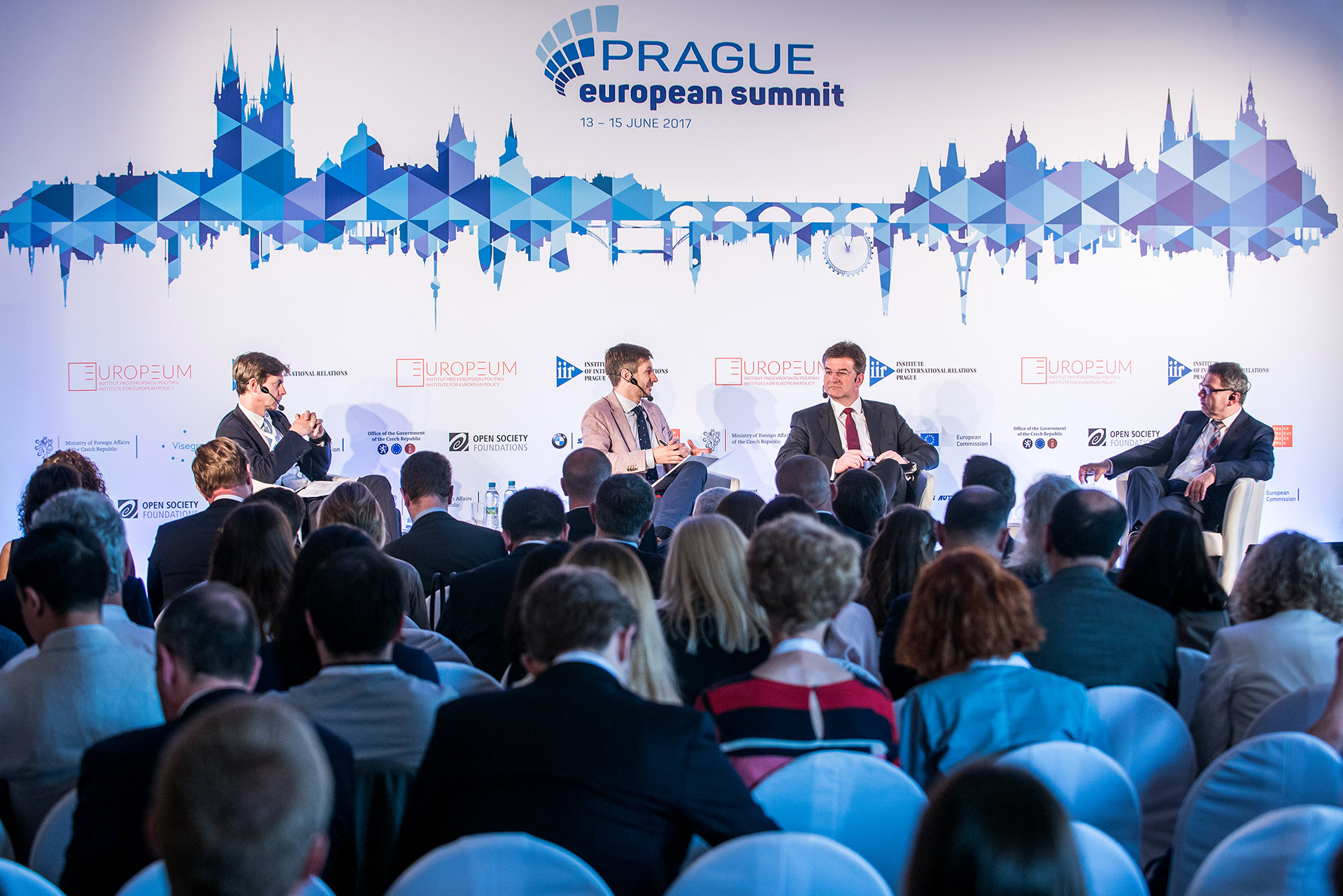
Alexander Grubmayr, Ryan Heath, Miroslav Lajčák a Lubomír Zaorálek na panelové debatě Prague European Summit 2017.

Dalšími významnými řečníky byli například Eric Maurice, šéfredaktor portálu EUobserver, Massimo D’Alema, bývalý italský předseda vlády, Rudolf Jindrák z Kanceláře prezidenta ČR, Taavi Rõivas, bývalý ministerský předseda Estonska, ministři zahraničních věcí Česka a Slovenska Lubomír Zaorálek a Miroslav Lajčák, guvernér České národní banky Jiří Rusnok a dále odborníci z předních evropských univerzit, výzkumných center a neziskových organizací či novináři zabývající se evropskými tématy a osobnosti businessu.
Lubomír Zaorálek hovořil o zločinech západních zemí v koloniální éře i v pozdější době a prohlásil, že lidé v zemích třetího světa si začínají s nárůstem vzdělání tyto zločiny více uvědomovat a to přispívá k protizápadním náladám v těchto zemích a k radikalizaci některých muslimů. Zaorálek připomněl Velké indické povstání proti britské koloniální nadvládě, zacházení s domorodci v Belgickém Kongu nebo Italské Libyi, válku v Alžírsku, válku ve Vietnamu nebo válku v Iráku. Podle Zaorálka „Stejně šokující jako rozsah těchto zločinů je to, jak rychle na ně Západ zapomněl.“
Tohoto ročníku se zúčastnili také méně tradiční hosté, nazývaní new voices, tedy lidé, kteří běžně takovéto konference nenavštěvují. Jednalo se o zástupce občanské společnosti, aktivisty nebo budoucí lídry. Název new voices vychází ze záměru rozšířit obzory Summitu díky účasti lidí, kteří přinášejí nové nápady a vymykají se mainstreamovému smýšlení o evropských záležitostech.
Ocenění Vision for Europe obdržel historik, spisovatel a komentátor Timothy Garton Ash. Na univerzitě v Oxfordu vyučuje evropská studia a je autorem několika publikací o historii moderní Evropy a její transformaci za posledních 30 let.
| „                  | (Dnes je) stále více lidí uvědomělých a informovaných a objevuje se nová otevřenost. (S touto otevřeností přichází také) rostoucí tendence k násilí a chaosu. | “ |
| — Lubomír Zaorálek | |   |

| „                                           | (Evropa se chce) postarat sama o sebe a přestat se spoléhat pouze na Spojené státy. | “ |
| — Petr Drulák, český velvyslanec ve Francii |                                                                                     |   |

| „                              | Finančníků, kteří jsou ochotní a schopní riskovat, je v Evropě stále nedostatek a evropské firmy jsou tradičně vůči rizikům obezřetné. | “ |
| — James Watson, BusinessEurope | |   |

### 2018
Čtvrtý ročník Prague European Summit se konal 19. - 21. června 2018. Témata jednotlivých panelů se týkala mimo jiné budoucnosti EU (například jejího rozšíření, reformy, integrace nebo brexitu), zahraniční politiky Unie, evropské obranné spolupráce a evropského hospodářství.